# Voïvodie de Cracovie (1975-1998)
La voïvodie de Cracovie (en polonais Województwo krakowskie) était une unité de division administrative et un gouvernement local de Pologne entre 1975 et 1998. Du 1er juin 1975 au 30 juin 1984 elle portait le nom de voïvodie métropolitaine de Cracovie,.
En 1999, son territoire est intégré dans la voïvodie de Petite-Pologne.
Sa capitale était Cracovie.

## Villes
Population au 31 décembre 1998 :
- Cracovie — 740 666
- Skawina — 24 389
- Wieliczka — 17 989
- Myślenice — 17 982
- Krzeszowice — 10 487
- Niepołomice - 7 500
- Dobczyce - 6 000
- Proszowice - 6 000
- Słomniki - 4 000

## Bureaux de district
Sur la base de la loi du 22 mars 1990, les autorités locales de l'administration publique générale, ont créé 3 régions administratives associant plusieurs municipalités.
- Cracovie (Cracovie, gmina Alwernia, gmina Biskupice, gmina Czernichów, gmina Drwinia, gmina Gdów, gmina Gołcza, gmina Iwanowice, gmina Jerzmanowice-Przeginia, gmina Kłaj, gmina Kocmyrzów-Luborzyca, gmina Krzeszowice, gmina Liszki, gmina Michałowice, gmina Mogilany, gmina Niepołomice, gmina Skała, gmina Skawina, gmina Słomniki, gmina Sułoszowa, gmina Świątniki Górne, gmina Trzyciąż, gmina Wieliczka, Wielka Wieś, gmina Zabierzów et gmina Zielonki)
- Myślenice (gmina Dobczyce, gmina Myślenice, gmina Pcim, gmina Raciechowice, gmina Siepraw, gmina Sułkowice, gmina Tokarnia et gmina Wiśniowa)
- Proszowice (gmina Igołomia-Wawrzeńczyce, gmina Koniusza, gmina Nowe Brzesko, gmina Proszowice et gmina Radziemice)

## Évolution démographique
| Année | Population |
| ----- | ---------- |
| 1975  | 1 120 300  |
| 1980  | 1 167 500  |
| 1985  | 1 209 300  |
| 1990  | 1 231 600  |
| 1995  | 1 241 400  |
| 1998  | 1 245 000  |